# Щепетков, Олег Адольфович
Олег Адольфович Щепетков (род. 21 февраля 1954, Морозовск, Ростовская область) — советский, российский офицер, Заслуженный лётчик-испытатель Российской Федерации (1999); Герой России (2004).

## Биография
Родился в русской семье офицера ВВС; жил в ГДР, в Черткове (Тернопольская область, 1959—1966), в Венгрии.
В 1971—1975 годах учился в Качинском высшем военном авиационном училище лётчиков, по окончании которого служил в частях ВВС (Южная группа войск, Забайкальский военный округ). В 1984 году окончил Центр подготовки лётчиков-испытателей (Ахтубинск, Астраханская область).
С 1985 г. — на лётно-испытательной работе в Государственном Краснознамённом научно-испытательном институте ВВС; в 1992 г. присвоено воинское звание «полковник». Проводил испытания:
- прерванного и продолженного взлёта на реактивном штурмовике Су-25,
- самолётов-мишеней МиГ-21М,
- авиационного вооружения,
- сверхзвуковых истребителей Су-27 и МиГ-29,
- реактивного высотного самолёта М-55 «Геофизика»; установил на нём 6 мировых рекордов скороподъёмности (1993).

В марте 1996 года уволен в запас; работает лётчиком-испытателем (с 1999 — старшим лётчиком-испытателем) на Экспериментальном машиностроительном заводе имени В. М. Мясищева. Проводил испытания:
- на реактивном высотном самолёте М-55 «Геофизика»; в рамках Международной программы исследования атмосферы Земли выполнял стратосферные полёты в условиях полярной ночи над северными морями, над Индийским и Атлантическим океанами, дважды пересёк трёхсоткилометровую «озоновую дыру» в Антарктиде; над Индийским океаном продолжил полёт при считавшейся невозможной естественной температуре минус 92 градуса; летом 2002 года, попав в сплошную грозовую облачность, когда были закрыты все аэродромы Италии, при одном заглохшем двигателе посадил самолёт с третьей попытки, когда в баках оставалось всего несколько литров топлива;
- на реактивном учебно-тренировочном самолёте L-39 чехословацкого производства, модернизированном на ЭМЗ имени В. М. Мясищева;
- на турбовинтовом самолёте бизнес-класса М-101Т «Гжель»; 12 сентября 2001 года при выполнении испытательного полёта был вынужден покинуть неуправляемый самолёт на парашюте (второй пилот А. Г. Бесчастнов погиб).

Освоил более 50 типов самолётов и их модификаций, налетал около 3000 часов, из них более 1000 — на испытаниях.
Указом Президента Российской Федерации от 19 июля 2004 года за мужество и героизм, проявленные при испытании авиационной техники и исследовании земной атмосферы, Щепеткову Олегу Адольфовичу присвоено звание Героя Российской Федерации с вручением медали «Золотая Звезда» (№ 823).
Живёт в городе Жуковский (Московская область). Продолжает работать старшим лётчиком-испытателем ЭМЗ имени В. М. Мясищева.
В 2005 г. участвовал в голодовке Героев России, Советского Союза и Социалистического Труда, проводившейся в знак протеста против антильготных поправок к закону о Героях.

## Награды
- медаль «Золотая Звезда» Героя России (19 июля 2004, № 823)[3]
- Заслуженный лётчик-испытатель Российской Федерации (1999)[5]
- медали.